# Powelliopsis pocsii
Powelliopsis pocsii là một loài rêu trong họ Racopilaceae. Loài này được (Zanten) Zanten mô tả khoa học đầu tiên năm 2008.